# Cinema català
El cinema català és el que es fa als Països Catalans, generalment amb equip i mitjans catalans i, preferentment, en llengua catalana.

## Història

### L'arribada del cinema a Catalunya

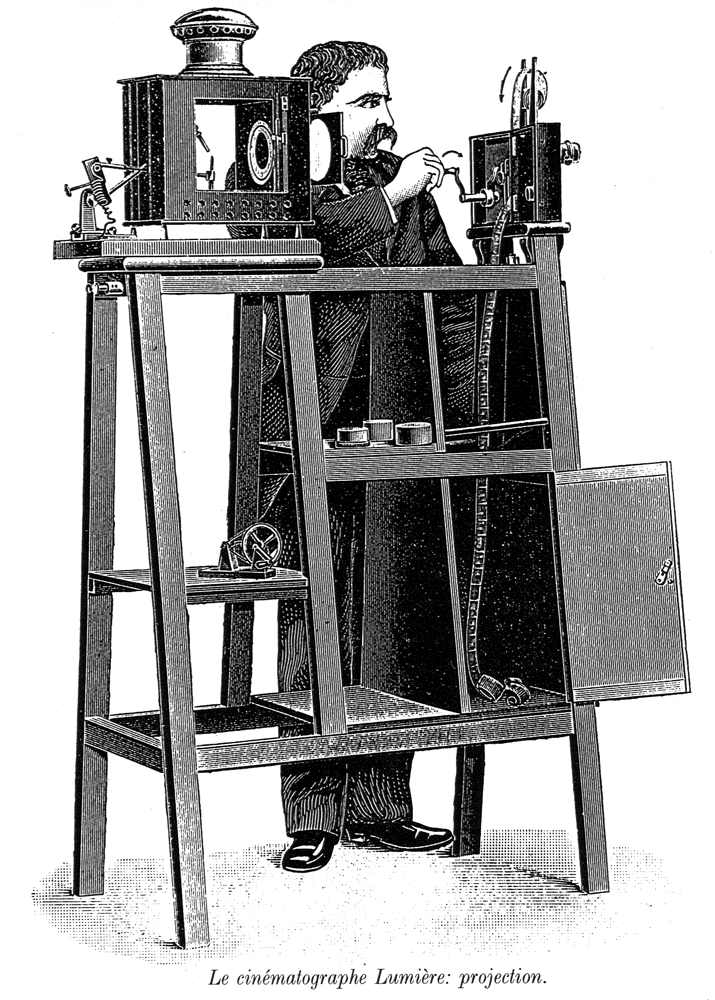
El cinematògraf Lumière en mode projecció

La primera exhibició cinematogràfica a Catalunya va tenir lloc el 5 de maig de 1895 a Barcelona, quan es va presentar el cinetoscopi de Thomas Alva Edison a la Plaça de Catalunya. Les primeres exhibicions del Cinematògraf dels germans Lumière es van realitzar a la Rambla de Barcelona el desembre de 1896. Mesos després, Antoni i Emili Fernández, dos fotògrafs catalans, van crear la casa de fotografia Napoleon, on es van començar a fer projeccions regulars. Al voltant d'aquestes dates, altres invents relacionats amb el que seria el cinema van ser presentats, com ara les llanternes màgiques, que presentaven imatges en moviment que despertaven la curiositat o un interès més científic que no pas artístic i ningú no podia imaginar les seves possibilitats futures. A poc a poc, les sales de projecció van proliferar a Barcelona a mesura que els empresaris veien possibilitats econòmiques en aquella nova forma d'oci. Les pel·lícules projectades eren habitualment importades de França, Itàlia o dels Estats Units i de mica en mica van començar a projectar-se pel·lícules de més durada i amb argument.
Durant els primers anys de la seva història, l'únic suport idiomàtic de l'exhibició cinematogràfica eren els comentaristes que acompanyaven verbalment les projeccions. És molt probable que, en determinats àmbits, les seves actuacions fossin en llengua catalana, però l'absència de qualsevol registre físic ha fet desaparèixer aquest testimoni exclusivament extrafílmic.
L'aparició de rètols, tot i que la conservació d'una mínima part del patrimoni cinematogràfic imposa una certa prudència en les afirmacions categòriques, no va incrementar la presència de la llengua catalana a la pantalla. La major part dels productors eren al mateix temps distribuïdors i, habitualment, substituïen els rètols en idiomes estrangers per una traducció que els fes comprensibles pel públic local. Però la revisió del material que es conserva i dades indirectes -com la publicitat o la premsa de l'època- indiquen que el percentatge de films amb rètols en català era mínim, gairebé anecdòtic, respecte a l'ús del castellà.
Resulta fonamental destacar -a causa de les seves implicacions econòmiques- que l'única producció continuada van ser els documentals belies de Laya Films, produïts pel Comissariat de Propaganda de la Generalitat durant els darrers anys de la guerra civil. això no obstant, la intransigència del règim franquista amb relació a la cultura catalana va ser tan radical i indiscriminada contra diversos aspectes de la vida social, econòmica, jurídica o cultural del país que un hipotètic cinema en català fou -a més de per les raons industrials ja existents abans de la guerra- políticament inviable.

### Els primers cineastes catalans

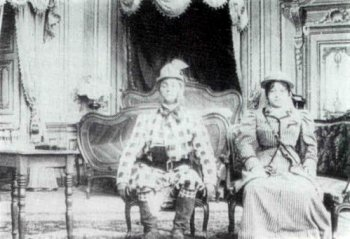
Hotel eléctrico

Des dels germans Ricardo i Ramón de Baños, cineastes oficials de la Casa Reial des de primers de segle, fins a les incursions parisines o romanes d'Albert Marro, el cinema primitiu a Catalunya va comptar amb nombrosos cineastes viatgers. Una conseqüència positiva d'aquesta evidència seria el cosmopolitisme d'alguns d'aquests professionals, però cal no oblidar una possible explicació que contempli aquest fet migratori a conseqüència de successives crisis de la indústria local. El mateix Fructuós Gelabert, que el 1906 havia rebutjat una proposi-ció per anar a treballar als Estats Units perquè "sempre s'havia sentit català de cap a peus i es considerava capacitat per fer una gran tasca a casa nostra".
Un dels primers assistents a les projeccions al Napoleón va ser Fructuós Gelabert, qui es va quedar bocabadat amb el nou invent i va crear-se la seva pròpia càmera per produir les seves pròpies pel·lícules. Les seves primeres filmacions són Sortida del Públic de l'església parroquial de Santa Maria de Sants i Sortida dels treballadors de l'Espanya industrial, totes dues de 1897. La primera pel·lícula amb argument va ésser Baralla en un cafè (1897), també del prolífic Fructuós Gelabert, qui crearia l'empresa Diorama, amb estudis i laboratoris propis i, més endavant, l'empresa Films Barcelona, adaptant obres teatrals com Terra Baixa (1907) i Maria Rosa (1908).
Segundo de Chomón, d'origen aragonès, es va establir a Barcelona el 1900 i va començar a retocar pel·lícules estrangeres, mentre les pintava i les titulava, i fent servir noves tècniques artístiques com el maquetatge o les animacions. Algunes de les seves obres recreaven els clàssics com Pulgarcito, de 1903 o Gulliver en el país de los gigantes, de 1904. D'altres eren completament innovadores a causa del volum de trucatges, com la seva pel·lícula El hotel eléctrico (1905), una de les més conegudes.
També es pot destacar la col·laboració al cinema català d'Albert Marro, que va ser el pioner dels documentals a Catalunya que, juntament amb Ricard de Baños, van ser fundadors d'Hispano Films, creant algunes cintes com Don Juan Tenorio (1908), Don Joan de Serrallonga (1910), Justicia del rey Felipe II (1910) i Don Pedro el Cruel(1912).
Fora de la capital del Principat, cal destacar el paper de Baltasar Abadal, un firaire que va difondre el cinematògraf per les comarques catalanes.

### El naixement de la indústria del cinema a Catalunya
El 1914, Barcelona és el centre de la indústria cinematogràfica de la península. Adrià Gual crea, el mateix 1914, la casa Barcinógrafo amb la qual produeix adaptacions de clàssics com El alcalde de Zalamea o La gitanilla (ambdues de 1914). La Primera Guerra Mundial va col·lapsar la indústria cinematogràfica europea perquè va interrompre la importació i exportació de pel·lícules, i després el cinema català –i també l'espanyol– copia les tendències que funcionen arreu del món. Cintes còmiques, serials, melodrames, històriques… fins i tot pornogràfiques per al rei Alfons XIII. El propòsit era guanyar diners oferint el mateix que feia guanyar diners a les pel·lícules estrangeres. Amb Mirador, un setmanari de literatura, art i política, Guillermo Díaz-Plaja i Josep Palau van crear el primer cine club de l'Estat Espanyol amb el mateix nom. Santiago Rusiñol en presideix un altre. El mateix 1928 va aparèixer també el Manifest avantguardista sobre el cine, del grup L'amic de les arts, en el qual hi havia Salvador Dalí i Sebastià Gasch. L'estat fins a la Segona república només havia legislat en seguretat de locals i per establir la censura; l'arribada de la República només suposa l'establiment d'un 7,5% d'impost de cinematografia, no mostrant realment cap més interès pel cinema.
A l'esplendor dels primers anys, quan Barcelona és la capital del cinema espanyol, segueix un trasbals amb l'arribada del so, i els seus costos d'implantació, seguit de la Segona República i el franquisme, uns fets que implicaran una davallada cada cop més pronunciada de les possibilitats de la indústria del cinema a Catalunya i, sobretot, en català.
El sonor -i els primers estudis de rodatge- va començar a Barcelona: El gener de 1929 es va estrenar el film d'Amich " Les caramelles", sonoritzada amb el sistema Parlophon, com The Jazz Singer, mitjançant discs sincronitzats. Però no content el director amb aquest procediment i els seus resultats, enregistra la cançó El noi de la mare, cantada per Raquel Meller, ara amb el sistema americà Western Electric, amb què són equipats alguns cinemes de Barcelona, on s'estrena la cinta de Meller. A finals del mateix any, s'estrenen els migmetratges "La España de hoy" i "Cataluña", sonoritzades amb el sistema Filmófono, adaptació del Tobis-Klangfilm alemany. El 1933 es van estrenar les dues primeres produccions sonores en català: El cafè de la Marina i El fava de Ramonet.
A poc a poc, les sales de projecció aniran proliferant per tot el territori català i es començarà a diferenciar entre la figura de productor de pel·lícules i exhibidors. Es comença a formar tota una indústria del cinema a Catalunya, fins al punt que es crea el Sindicat de Cinematografistes de Catalunya, per defensar els drets dels treballadors d'aquest sector.
Temps després arriba l'anomenada Escola de Barcelona, experimentalista i cosmopolita, on destaquen Vicente Aranda, Jaime Camino o Gonzalo Suárez.
El cinema en català va recuperar el seu vigor el 1975 quan, amb la fi de la dictadura franquista, es permeten les manifestacions culturals en llengua catalana, i es funda l'Institut del Cinema Català.
En els darrers anys Barcelona s'ha distingit en la indústria cinematogràfica per la seva capacitat i qualitat de producció en els camps de l'animació, els dibuixos animats, el rodatge i producció d'espots publicitaris, i el doblatge.

## Festivals de cinema

### Als Països Catalans
Barcelona, ciutat de fires i congressos de tota classe, també celebra diverses trobades anuals de temàtica cinematogràfica. A la ciutat se celebren certàmens de prestigi com la Mostra Internacional de Films de Dones, que té lloc des de l'any 1992, o el Festival Internacional Documental de Barcelona, que té lloc des de 2000. D'altra banda, a Barcelona també s'hi celebra el Festival Internacional de Cinema Eròtic de Barcelona.
Però Barcelona no és, ni de bon tros, l'única ciutat dels Països Catalans on existeix activitat cinematogràfica. El Festival Internacional de Cinema de Catalunya, conegut com el Festival de Cinema de Sitges, va ser inaugurat el 1967, i és considerat un dels millors certàmens cinematogràfics d'Europa, i el número 1 en l'especialitat de cinema fantàstic. A Lleida se celebra cada any la Mostra Internacional de Cinema Llatinoamericà; I Girona compta amb el Museu del Cinema.

### A nivell internacional
A nivell europeu, el Festival de Cinema Català de Copenhaguen (Dinamarca) és un certamen que té com a objectiu la difusió de la cultura cinematogràfica catalana i que se celebra anualment durant els mesos d'hivern amb la projecció de diversos films rodats en versió original en català i subtitulats a l'anglès.

## Espectadors de cinema en català
| Espectadors de cinema en català | 2008    | 2009    | 2010    | 2011    | 2012    | 2017    | 2018    | 2019    | 2020   | 2021    | 2022    | 2023    |
| ------------------------------- | ------- | ------- | ------- | ------- | ------- | ------- | ------- | ------- | ------ | ------- | ------- | ------- |
| Original en català              | 143.230 | 197.300 | 419.739 | 314.009 | 201.555 | 213.146 | 46.887  | 57.974  | 28.507 | 23.865  | 354.254 | 133.893 |
| Doblada al català               | 612.993 | 367.901 | 288.350 | 418.833 | 626.854 | 382.355 | 246.569 | 315.578 | 56.407 | 124.626 | 255.310 | 265.855 |
| Subtitulada en català           | 29.806  | 36.383  | 44.211  | 53.050  | 5.987   | 133.772 | 105.723 | 74.034  | 14.777 | 7.131   | 13.620  | 11.989  |
| Total                           | 786.029 | 601.584 | 752.300 | 785.892 | 834.396 | 729.273 | 399.179 | 446.586 | 99.691 | 155.263 | 623.184 | 411,737 |

## Produccions de cinema a Catalunya
Al llarg de 2013, es van registrar un total de 3.101 produccions a Catalunya. Per tipologies, 140 corresponen a rodatges de caràcter institucional o corporatiu; 398, a curtmetratges o exercicis acadèmics; 248, a documentals o reportatges; 333, a entreteniment i sèries de televisió; 708, a espots publicitaris; 793, a fotografia; 63, a llargmetratges (cinema ficció i documentals, telefilms i minisèries); 157, a videoclips i 261 a altres tipus de filmacions. De les 63 grans produccions registrades (llargmetratges de ficció i documentals, telefilms i minisèries), 39 es van rodar en escenaris d'arreu de Catalunya, mentre que 24 es van enregistrar exclusivament a la ciutat de Barcelona. Respecte a l'origen de les produccions, 222 (un 15,2%) de les 1.456 produccions que han facilitat informació són internacionals. L'any passat es van realitzar 2.494 produccions a Barcelona ciutat (aquesta xifra inclou 80 produccions que han rodat també en altres municipis catalans) i 687 produccions a la resta del territori català.

## Cinema rodat a Catalunya
L'última de les possibilitats descartades és la inversa de l'anterior. Prescindint de la nacionalitat dels equips de rodatge, Catalunya ha gaudit de determinades circunstancies tècniques -els estudis Orphea i l'equipament per rodar- hi els primers films sonors- o geogràfiques -el mar- que l'han convertit en un indret teòricament privilegiat per esdevenir un atractiu plató cinematogàfic.
Ja abans de la primera guerra mundial van instal·lar-s'hi alguns cineastes italians que van anar augmentant -disortadament sense respectar la mateixa proporció qualitativa- a conseqüència de la neutralitat espanyola durant el període bèl·lic. En canvi, els grans realitzadors centreuropeus exilais van. marxar directament a Hollywood, amb breus estades a França, però sense que cap d'ells s'afinqués a Espanya. Únicament van arribar alguns cineastes fugitius del nazisme, però pertanyien més a l'àmbit tècnic -fotògrafs o decoradors- que al dels realitzadors.
Per raons òbvies, el franquisme va frenar la importació de cineastes estrangers, llevat les visites a terres catalanes d'algun nostàlgic de l'Espanya eterna, com Orson Welles, però les migracions interiors foren nombroses, com ja s'ha dit, entre Madrid i Barcelona.